# Elec Sport de Bouansa
Elec Sport de Bouansa es un equipo de fútbol de República del Congo que actualmente se encuentra inactivo.

## Historia
Fue fundado en el año 1972 en la localidad de Bouansa por empleados de la compañía de electricidad local. Llegaron a jugar en la Primera División del Congo a inicios de la década de los años 1990s, en donde incluso llegaron a ganar la Copa de Congo en 1991 al vencer en la final al Diables Noirs en penales.
Esa temporada ha sido la última en la que ha participado en club luego de que la Primera División del Congo estuvo detenida por dos años y posteriormente fue cancelada a causa de la guerra civil.
A nivel internacional han participado en un torneo continental, en la Recopa Africana 1992, en donde fueron eliminados en la segunda ronda por el ASDR Fatima de República Centroafricana.

## Palmarés
- Copa de Congo: 1

1991

## Participación en competiciones de la CAF
| Temporada | Torneo          | Ronda | Club               | Casa | Visita | Global |
| --------- | --------------- | ----- | ------------------ | ---- | ------ | ------ |
| 1992      | Recopa Africana | 1     | El-Kanemi Warriors | 2-0  | 0-1    | 2-1    |
| 1992      | Recopa Africana | 2     | ASDR Fatima        | 1-0  | 1-4    | 2-4    |